# Orphnus guineensis
Orphnus guineensis är en skalbaggsart som beskrevs av Rudolph Petrovitz 1971. Orphnus guineensis ingår i släktet Orphnus och familjen Orphnidae. Inga underarter finns listade i Catalogue of Life.